# Ass Like That
Ass Like That (englisch etwa für „Ein Arsch wie dieser“, auch bekannt als A** Like That) ist ein Lied des US-amerikanischen Rappers Eminem. Der Song ist die sechste Singleauskopplung seines fünften Studioalbums Encore und wurde am 7. Juni 2005 veröffentlicht. 

## Inhalt
Eminem rappt auf diesem Song mit einem Akzent, der seinem Stimmeinsatz auf dem folgenden Soloalbum Relapse ähnelt und macht sich über diverse Prominente lustig.
Im Refrain phantasiert Eminem von Frauen, die ein unglaubliches Hinterteil hätten, was bei ihm eine Erektion auslöse. In der ersten Strophe spielt er auf den Contemporary-R&B-Sänger R. Kelly an, der zum damaligen Zeitpunkt unter dem Vorwurf der Kinderpornografie stand. Dabei rappt Eminem stets aus Sicht der Hundehandpuppe Triumph. In der zweiten Strophe bezieht sich der Rapper auf den Schauspieler Paul Reubens, der 1991 verhaftet wurde, weil er im Kino masturbiert hatte. Eminem befindet sich im Kino und will zu einer Duschszene von Mary-Kate und Ashley Olsen aus dem Film Ein verrückter Tag in New York masturbieren, als die Polizei eintrifft und ihn ins Gefängnis steckt. Er versucht sich mit der Handpuppe herauszureden und teilt dabei Seitenhiebe gegen Michael Jackson und Britney Spears aus. In der dritten Strophe wird Eminem schließlich verhaftet, weil er die damals erst 13-jährige Sängerin JoJo anmacht. Außerdem verspottet er erneut Michael Jackson, der damals wegen Kindesmissbrauchs angeklagt worden war, sowie Janet Jackson und deren Nipplegate-Skandal beim Super Bowl 2004. Des Weiteren finden Jessica Simpson, Hilary Duff, Gwen Stefani und Arnold Schwarzenegger im Lied Erwähnung.
Am Ende des Tracks fragt Dr. Dre Eminem ironisch, was bei ihm eigentlich falsch laufe.

## Produktion
Das Instrumental des Lieds wurde von Dr. Dre in Zusammenarbeit mit Mike Elizondo produziert. Dabei wurden keine Samples anderer Songs verwendet.

## Musikvideo
Beim Video zu Ass Like That führte Philip Atwell Regie. Die dargestellten Personen wechseln dabei zwischen realen Menschen und Figuren, die der Serie Crank Yankers nachempfunden sind, hin und her. Auch Eminem wechselt immer wieder zwischen realer und Puppengestalt.
Es beginnt mit einer Szene, in der berühmte Leute aus einer Limousine aussteigen und am roten Teppich von einer wartenden Horde Fans und Journalisten empfangen werden. Währenddessen läuft im Hintergrund das Instrumental von Evil Deeds, einem ebenfalls auf Encore enthaltenen Song. Unter den aussteigenden Personen sind auch die Mitglieder von Eminems Rapgruppe D12 sowie Obie Trice und zuletzt er selbst. Der Rapper wird interviewt und dabei von der Hundehandpuppe Triumph gestört. Diese macht verschiedene homosexuelle Andeutungen und fragt letztendlich, ob Eminem 50 Cent geküsst habe. Daraufhin platzt dem Rapper der Kragen und er stürzt sich auf die Puppe. Das Lied beginnt und die Puppe befindet sich nun an Eminems Hand, während er den Refrain rappt. Das Video wechselt jetzt zwischen der realen Welt und der Puppenwelt hin und her. Eminem ist gerade dabei, sich mit einer Frau im Bett zu vergnügen, als zwei Polizeibeamte den Raum betreten, woraufhin der Rapper die Handpuppe anzieht und sich über die Polizisten lustig macht. Eine weitere Szene zeigt Eminem, wie er im Kino eine Szene von Mary-Kate und Ashley Olsen sieht und dabei masturbiert, woraufhin die Polizei erneut erscheint, um ihn zu verhaften. Viele der im Lied verspotteten Personen werden als Puppen dargestellt. Es werden unter anderem Jessica Simpson, JoJo, Mary-Kate und Ashley Olsen, Gwen Stefani, Janet Jackson sowie Nick Lachey parodiert. Auch 50 Cent und Dr. Dre haben einen Gastauftritt in Puppenform.

## Single

### Covergestaltung
Das Singlecover zeigt eine Puppe aus der Comedy-Serie Crank Yankers, die das Aussehen von Eminem besitzt. Links im Bild steht in großen bunten Buchstaben der Schriftzug Ass Like That und am oberen Bildrand steht in weiß mit schwarzem Rand Eminem. Der Hintergrund ist ebenfalls weiß gehalten.

### Chartplatzierungen
Die Single stieg bis auf Platz 31 in den deutschen Charts und hielt sich insgesamt neun Wochen in den Top 100.
| ChartsChartplatzierungen       | Höchstplatzierung | Wochen |
| ------------------------------ | ----------------- | ------ |
| Deutschland (GfK)              | 31 (9 Wo.)        | 9      |
| Österreich (Ö3)                | 27 (12 Wo.)       | 12     |
| Schweiz (IFPI)                 | 25 (13 Wo.)       | 13     |
| Vereinigte Staaten (Billboard) | 60 (7 Wo.)        | 7      |
| Vereinigtes Königreich (OCC)   | 4 (9 Wo.)         | 9      |

| ChartsJahrescharts (2005)    | Platzierung |
| ---------------------------- | ----------- |
| Vereinigtes Königreich (OCC) | 99          |

### Auszeichnungen für Musikverkäufe
Im Jahr 2018 wurde Ass Like That für mehr eine Million Verkäufe in den Vereinigten Staaten mit einer Platin-Schallplatte ausgezeichnet.

| Land/Region                  | Auszeichnungen für Musikverkäufe (Land/Region, Auszeichnung, Verkäufe) | Verkäufe  |
| ---------------------------- | ---------------------------------------------------------------------- | --------- |
| Australien (ARIA)            | 3× Platin                                                              | 210.000   |
| Neuseeland (RMNZ)            | Platin                                                                 | 30.000    |
| Vereinigte Staaten (RIAA)    | Platin                                                                 | 1.000.000 |
| Vereinigtes Königreich (BPI) | Gold                                                                   | 400.000   |
| Insgesamt                    | 1× Gold · 5× Platin ·                                                  | 1.640.000 |

Hauptartikel: Eminem/Auszeichnungen für Musikverkäufe